# Federico Sacchi
Federico Sacchi (Rosário, 9 de agosto de 1936 – 7 de novembro de 2023) foi um futebolista argentino que competiu na Copa do Mundo FIFA de 1962.

## Carreira
Sacchi atuou no Newell's Old Boys de 1958 a 1960, participando de sessenta partidas e marcando oito gols. Em seguida, jogou pelo Racing de 1961 a 1964, com o qual conquistou o Campeonato Argentino de forma invicta no primeiro ano em que o futebolista esteve na equipe. Também defendeu o Boca Juniors, onde ganhou novamente a liga nacional em 1965.

## Morte
Sacchi morreu em 7 de novembro de 2023, aos 87 anos, em Rosário.